# NV競技場
NV競技場（英語：NV Arena）是一座位於奧地利下奧地利州聖帕爾滕的足球場，現時為奧乙球會聖珀爾滕的主場。足球場能容納8,000名觀眾，並能擴建至容納13,000名觀眾。
足球場於2011年1月動工，並於2012年7月7日開幕。